# Westland Lynx
Westland Lynx je britský víceúčelový dvoumotorový vrtulník vyvinutý a vyráběný firmou Westland Helicopters v Yeovilu. Původně byl vyvíjen pro civilní a námořní úkoly, ale díky vojenským zájmům vznikla bojová i námořní varianta. Lynx je ve službě od roku 1977 a později jej přijaly ozbrojené síly několika zemí, kde primárně plní bojové role, včetně protitankového, dále pátrací a záchranné a také protiponorkový boj.

## Konstrukce

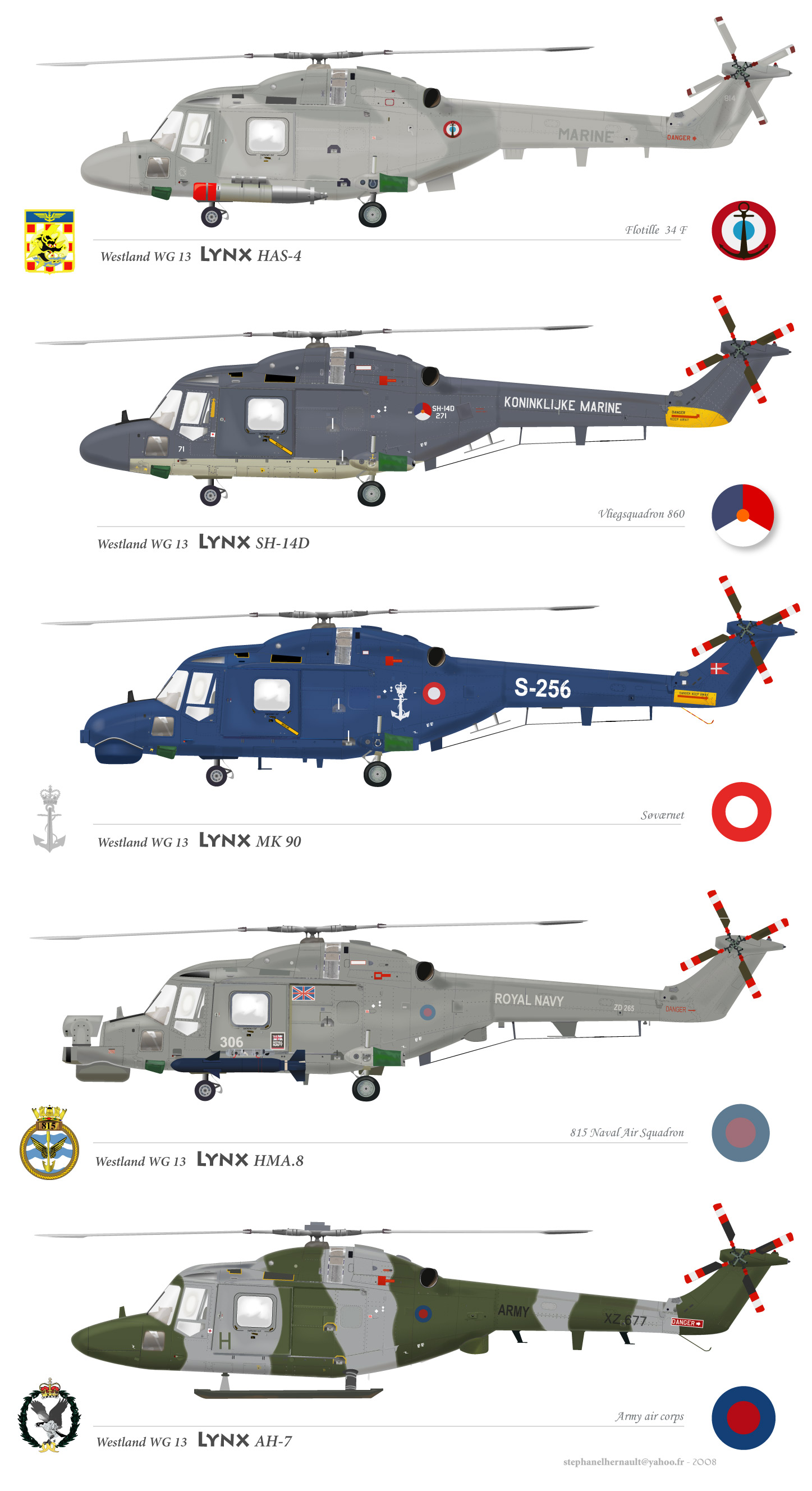
Westland Lynx

Lynx je plně akrobatický vrtulník se schopností provádět přemety a výkruty. V roce 1986 stanovil speciálně upravený Lynx současný oficiální rychlostní rekord Mezinárodní letecké federace pro vrtulníky (kategorie nezahrnuje kombinované vrtulníky, tzv. compound helicopter) na 400,87 km/h (249,09 mph), který zůstává (k roku 2019) nepřekonaný. Vrtulník obsahuje kombinaci malých výkonných motorů s pokrokovou technologií rotoru. Je vybaven novými rotorovými listy a přídavnými stabilizátory na zádi. U modifikace Lynxu byl kladen důraz zejména na snížení odporu vzduchu. Nejvýraznějším prvkem byla neobyčejná veslovitá zakončení listů rotoru.

## Uživatelé
- Brazílie
  - Brazilské námořní letectvo[7]
- Francie
  - Francouzské námořnictvo – vrtulníky Lynx provozovalo v letech 1978–2020.[8]
- Jižní Korea
  - Námořnictvo Korejské republiky
- Německo
  - Marineflieger
- Portugalsko
  - Portugalské námořnictvo
- Spojené království
  - Army Air Corps (dříve)
  - Fleet Air Arm (dříve)
- Thajsko
  - Thajské královské námořnictvo

## Specifikace

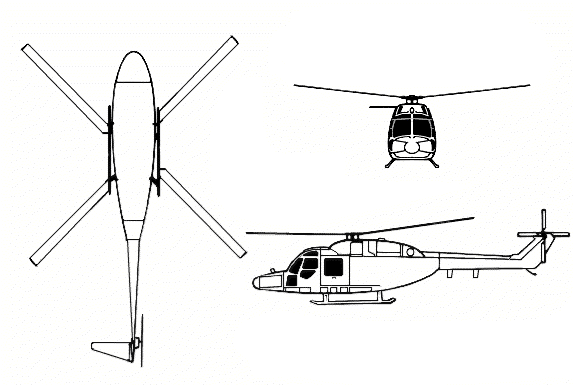
Třípohledový nákres

### Technické údaje
- Osádka: 2–3
- Počet cestujících: 9 (či 907 kg nákladu)
- Průměr hlavního rotoru: 12,08 m
- Délka (s rotorem): 15,16 m
- Výška: 3,73 m
- Plocha rotačního disku: 128,7 m²
- Maximální vzletová hmotnost: 4736 kg

### Výkony
- Maximální rychlost: 400,87 km/h
- Dolet: 541 km
- Pohonná jednotka: 2 × turbohřídelový motor Rolls-Royce Gem 41-1
  - Výkon pohonné jednotky: 836 kW